# Rocher Déboulé Range
Rocher Déboulé Range är ett berg i Kanada.   Det ligger i provinsen British Columbia, i den centrala delen av landet, 3 700 km väster om huvudstaden Ottawa. Toppen på Rocher Déboulé Range är 1 910 meter över havet.
Terrängen runt Rocher Déboulé Range är varierad. Trakten runt Rocher Déboulé Range är nära nog obefolkad, med mindre än två invånare per kvadratkilometer.. Närmaste större samhälle är New Hazelton, 14,4 km norr om Rocher Déboulé Range.
Trakten runt Rocher Déboulé Range består i huvudsak av gräsmarker.